# Johan von Rosen
Johan von Rosen, död 1657 i Marienburg, var en balttysk militär.

## Biografi
Johan von Rosen var son till Robert von Rosen och Magdalena von Asserie. Han var  ryttmästare och sedermera överste för det livländska adelsfaneregementet.  von Rosen halshöggs 1657 i Marienburg, för misstänkta förrädiska stämplingar med polackerna.

### Egendom
von Rosen ägde Schönangern i Rauga socken och Riesenberg i Nissi socken.

### Familj
von Rosen gifte sig 23 september 1647 med Anna Magdalena von Ungern (1630–1656), dotter till ryttmästaren Otto von Ungern och Gertrud Elisabet Üxkull. De fick tillsammans sonen Otto v. Rosen (död 1715).